# Ed Caruthers
Ed Caruthers, född 13 april 1945 i Oklahoma City i Oklahoma, är en amerikansk före detta friidrottare.
Caruthers blev olympisk silvermedaljör i höjdhopp vid sommarspelen 1968 i Mexico City.